# Michalis Mouroutsos
Michalis Mouroutsos (grec: Μιχάλης Μουρούτσος)  (Atenes, 29 de febrer de 1980) és un taekwondista grec, ja retirat, guanyador d'una medalla olímpica.
El 2000 va prendre part en els Jocs Olímpics d'Estiu de Sydney, on guanyà la medalla d'or en la prova del pes mosca del programa de taekwondo. Quatre anys més tard, als Jocs d'Atenes, quedà eliminat en sèries en la prova del pes mosca. En aquests Jocs fou un dels encarregats de portar la bandera olímpica en la cerimònia inaugural.
En el seu palmarès també destaquen dues medalles en el Campionat d'Europa, de bronze el 1997 i d'or el 2000, així com una medalla de bronze en les Universíades del 2005.